# NGC 3289
NGC 3289 في الفهرس العام الجديد، هي مجرة، تقع في كوكبة مفرغة الهواء. اكتشفت في 20 أبريل 1835 بواسطة جون هيرشل.

## روابط خارجية
- NGC 3289 على موقع ويكي سكاي: DSS2, SDSS, GALEX, IRAS, Hydrogen α, X-Ray, Astrophoto, Sky Map, Articles and images